# Irolt Killmann
Irolt Killmann (* 6. März 1932 in Berndorf; † 3. Oktober 1999 in Graz) war ein österreichischer Maschinenbauer und Hochschullehrer.

## Leben
Irolt Killmann wurde am 6. März 1932 in der niederösterreichischen Stadtgemeinde Berndorf geboren. Nach seiner allgemeinen Schulausbildung schloss er im Jahre 1950 das 3. BRG Graz-Keplerstraße  mit der Matura ab und begann in weiterer Folge ein Maschinenbaustudium an der Technischen Hochschule Graz. Im Dezember 1957 erfolgte für Killmann die zweite Staatsprüfung und die Graduierung zum Diplom-Ingenieur. Bereits 1955 war er als Assistent am damaligen Institut für Strömungsmaschinen, Regelung und Kraftfahrzeugbau an der TH Graz unter Professor Egon Niedermayer tätig geworden. Im Jahre 1961 wurde er zum Hochschulassistenten am Institut ernannt und heiratete noch im selben Jahr seine Renate (geborene Vieweger), mit der er in weiterer Folge zwei Töchter (* 1962 und 1965) sowie einen Sohn (* 1975) bekam. Im Juli 1965 promovierte er in Graz zum Dr. techn. Seine erste berufliche Tätigkeit außerhalb der Hochschule führte ihn 1966 als Senior Development Engineer mit dem Aufgabenbereich Konstruktion und Entwicklung von Gasturbinen für den Antrieb von Flugzeugen, Hubschraubern und Landfahrzeugen zur AVCO Lycoming nach Stratford, Connecticut, in den Vereinigten Staaten. Nach mehreren Jahren in den Vereinigten Staaten, in denen er nicht nur lernte fließend und verhandlungssicher Englisch zu sprechen, sondern auch Ideen durchzusetzen, wechselte er 1970 als Leiter der Forschung im Bereich Antriebe und Grundlagenentwicklung von Dieselmotoren zur Klöckner-Humboldt-Deutz AG nach Köln. Im Jahr 1976 stieg er bei den Kölnern zum Direktor der Forschung und Grundlagenentwicklung auf und wechselte 1979 zum Automobilzulieferer Mahle nach Stuttgart, wo er die Leitung des Entwicklungszentrums für Kolben, Zylinder und Filter übernahm. Während seiner Zeit in Deutschland hatte er beispielsweise die Projektleitung der gemeinsamen Entwicklung einer Fahrzeuggasturbine durch deutsche, schwedische und US-amerikanische Firmen inne und war mitunter dafür verantwortlich, die Förderung von Forschungsprojekten durch das Bundesministerium für Bildung und Forschung in Bonn zu beantragen und durchzusetzen. Zu dieser Zeit arbeitete er auch in der deutschen Forschungsgemeinschaft Verbrennungskraftmaschinen mit und war Teilnehmer bzw. Leiter zahlreicher weiterer solcher Arbeitskreise, wodurch eine enge Zusammenarbeit mit Instituten der Technischen Universitäten und Hochschulen in Aachen, Darmstadt, München, Kaiserslautern, Hannover oder Braunschweig entstand. Die dort gewonnenen Erfahrungen brachte er mitunter in der Arbeitsgruppe Industry’s Needs for Basic Research der European Industrial Research Management Association (EIRMA) in Paris ein.
Dort hielt es ihn allerdings nicht sehr lange, da er bereits im darauffolgenden Jahr von Helmut List zur AVL List in den Ort seiner Studienzeit, die steirische Landeshauptstadt Graz, geholt und als Leiter der Forschung für Verbrennungskraftmaschinen eingesetzt wurde. Helmut List hatte die Firmenführung erst im Jahr zuvor von seinem Vater Hans übergeben bekommen und ebnete den Weg für Killmanns weiteren Werdegang. 1987 übernahm er innerhalb des Unternehmens die verantwortungsvolle Position des Gesamtprokuristen, Firmensprechers, Leiters des gesamten Personalwesens und Leiters von Public Relations und Werbung. Durch seine Forschungsleitung bei der AVL kam es zu Kooperationen mit den Technischen Universitäten in Graz und Wien, wobei auch das Ansuchen um Forschungsförderungen durch den Fonds der gewerblichen Wirtschaft (FFF) zu seinen Aufgaben gehörten. Während seiner beruflichen Laufbahn hielt er stets engen Kontakt zur TU Graz, gab aber auch regelmäßig Vorlesungen an der TU Wien, war aber auch Mitglied der Staatsprüfungskommission der TU Graz oder Vorstandsmitglied der Ausbildungspartnerschaft Hochschule-Wirtschaft (APS). Bereits vor seiner Anstellung bei der TU Graz war er in Dreiervorschlägen für Stellen als ordentlicher Universitätsprofessor in Graz und Braunschweig (jeweils an zweiter Stelle) genannt worden. Nach dem Rücktritt von Josef Wohinz als Rektor der nunmehrigen Technischen Universität Graz bewarb sich Killmann um die vakant gewordene Stelle und wurde im November 1996 zum Nachfolger von Wohinz ernannt. Die Funktion des Rektors wurde bereits im Herbst 1995 im In- und Ausland öffentlich ausgeschrieben. Aus dem vom Senat beschlossenen Dreiervorschlag ging am 29. Jänner 1996 Irolt Killmann erstmals eine außeruniversitäre Person als Rektor für eine Funktionsperiode von vier Jahren hervor. Seine Inaugurationsrede hielt der gebürtige Niederösterreicher am 29. November 1996. In seine Amtszeit fallen der Bau des Informatik- und Telematikgebäudes (1997–2000) oder der Bau des Studienzentrums am Campus Inffeldgasse, das nach 14-monatiger Bauzeit im Jahre 2000 eröffnet wurde und neben zwei Instituten, eine Mensa mit Café sowie einen Skripten- und Lehrmittelshop auch Labors und Büros der Serviceeinrichtung Gebäude und Technik beherbergt. Im Jahr seines Ablebens startete auch die bis 2007 andauernde Errichtung des Bautechnikzentrums (BTZ) am Campus Inffeldgasse. Nur wenige Wochen nach Killmanns Tod wurde in Judenburg das Umwelt- und Innovationszentrum (UIZ), an dem auch die TU Graz beteiligt war, feierlich eröffnet. Irolt Killmann war zudem er erste Rektor der TU nach Inkraftsetzung des UOG 93.
Am 3. Oktober 1999 starb Killmann im Alter von 67 Jahren im Kreise seiner Familie; am 8. Oktober 1999 fand am Zentralfriedhof Graz die feierliche Verabschiedung Killmanns statt.
Sein jüngerer Bruder Irmin Killmann (* 1941) ist Autor, bildnerischer Künstler und Zeichner.